# Lycomya germainii
Lycomya germainii är en tvåvingeart som beskrevs av Jacques-Marie-Frangile Bigot 1857. Lycomya germainii ingår i släktet Lycomya och familjen rovflugor. Inga underarter finns listade i Catalogue of Life.